# Massacre de Sarny
Le massacre de Sarny est l'exécution d'environ 14 000 à 18 000 personnes, principalement des Juifs, dans la ville polonaise de Sarny occupée par les nazis (aujourd'hui Oblast de Rivne en Ukraine) les 27 et 28 août 1942.

## Histoire

### Avant le massacre
La ville de Sarny, qui faisait alors partie de la Pologne entre 1919 et 1939, a été capturée par l'Allemagne nazie le 8 juillet 1941, à la suite de l'attaque allemande contre l'Union soviétique le 22 juin 1941. La population juive de Sarny comptait entre 5 000 et 7 000 personnes,. Les forces soviétiques, qui avaient occupé la ville à la suite du pacte Ribbentrop-Molotov et de l'invasion soviétique de la Pologne en 1939, se sont retirées. Les nationalistes ukrainiens ne se sont pas retirés avec les forces soviétiques, mais ont vu l'occasion de soutenir l'indépendance de l'Ukraine par des alliances avec les nazis.
Peu après l'occupation allemande, les nazis ont autorisé les Ukrainiens à piller les biens des Juifs pendant trois jours. Les nazis ont également réquisitionné des Juifs pour le travail forcé. Après le pillage par les Ukrainiens, les Juifs de Sarny ont été contraints de remettre la plupart de leurs biens aux nazis, les ordres étant largement appliqués par la police auxiliaire ukrainienne, une organisation bénévole créée par les nazis,.
Entre le 2 et le 4 avril 1942, un ghetto a été créé à Sarny, dans lequel les Juifs de Sarny et des villes environnantes ont été forcés de se réfugier. Environ 6 000 Juifs ont été forcés d'entrer dans le ghetto,.
En août 1942, les Juifs du ghetto de Sarny sont transférés au camp Poleska de Sarny. Ce camp contenait déjà environ 15 000 Juifs qui y avaient été forcés depuis divers points du nord-est de la Volhynie,. Le nom "Poleska" fait référence à une zone de Sarny où la population est majoritairement polonaise, cette implantation ayant été encouragée par le gouvernement polonais après son occupation de la ville en 1921.
Plus tard, en août 1942, juste avant le massacre, d'autres Juifs des villes environnantes ont été déplacés de force à Sarny. L'une de ces villes était Berezhnitza, également connue sous le nom de Bereznica, qui était alors une ville à prédominance juive d'environ 1 400 habitants, située à une quinzaine de kilomètres au nord-ouest de Sarny. Le 26 août 1942, les Juifs restés à Berezhnitza, au nombre d'environ 1 000, ont été conduits à Sarny, et environ la moitié d'entre eux ont été assassinés pendant le trajet. De même, le 26 août 1942, toute la population juive de la ville voisine de Rokitno a été rassemblée sur la place du marché, où les gens ont été systématiquement abattus ou entassés dans des wagons de chemin de fer en attente, à destination de Sarny. Des Juifs ont également été transférés de force à Sarny depuis les villes de Tomachhorod, Klessiv et Doubrovytsia.

### Le massacre
Le deuxième massacre de Sarny s'est déroulé sur deux jours, les 27 et 28 août 1942. On estime qu'entre 14 000 et 18 000 personnes, pour la plupart des Juifs de Sarny et des villes environnantes, dont une centaine de Roms, ont été systématiquement exécutées dans les ravins à la périphérie de la ville, où des fosses avaient été préparées. Les exécutions ont été menées par les troupes allemandes et la police auxiliaire ukrainienne, assistées par quelque 200 membres de l'organisation Todt,. Certains ont échappé au massacre en s'enfuyant dans les forêts voisines après que certains prisonniers eurent mis le feu aux cabanes du camp et exhorté les gens à s'enfuir. Des milliers de personnes ont tenté de s'échapper, dont beaucoup ont été assassinées dans les rues de Sarny ou au cours de leur fuite,.

### Conséquences
En 1945, une centaine de personnes ont été identifiées comme des survivants de l'Holocauste originaires de Sarny,. On ne sait pas combien de ces survivants ont échappé au massacre des 27 et 28 août 1942. Les restes de la communauté de Sarny ont clôturé le cimetière juif local et restauré les pierres tombales qui avaient été utilisées comme pavés. Le cimetière a ensuite été détruit par la construction d'un stade de football.
Trois mémoriaux commémorant les victimes du massacre de Sarny, constitués de trois montagnes d'os recouvertes de sable, ont été érigés sur le site du massacre de Sarny. Un mémorial a également été érigé au cimetière de Holon, en Israël. Un livre commémoratif de l'histoire de la communauté juive de Sarny a été publié en 1961, contenant des récits à la première personne de survivants de la communauté.